# 趙毓松

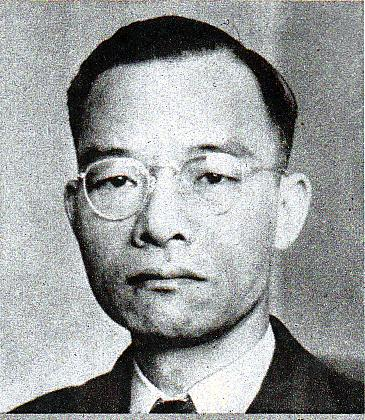
趙毓松

趙毓松（1897年12月26日—1971年11月18日），變名邵松，出生於贵州省黎平府，中華民國、南京国民政府（汪精卫政权）政治人物和新闻工作者。

## 事跡

### 中国青年党、汪兆銘政権
趙毓松起初效力於袁祖銘的貴州軍。1926年11月，加入持反共主義立場的中國青年黨。後來趙毓松建议袁祖銘与吳佩孚和孙傳芳联合起来，推翻容共的武汉国民政府。。然而在次年1月底，袁祖銘被唐生智密谋杀害。。趙毓松於是逃到四川省，继续从事反共活动。
蔣中正掌控南京国民政府後，趙毓松歷任中央政治行動委員会委員長、中央檢審委員会委員長、『新中国日報』總主筆、討賊聯軍總司令總参賛、川康甘青邊政設計委員会委員。
1940年3月（『最新支那要人傳』記載，他於1940年8月离开重庆），趙毓松加入汪精卫政权，任農鑛部部長兼中央政治委員。同年，他擔任日本軍管理工廠委員会副委員長、憲政實施委員会常務委員、全国經濟委員会委員。
1941年2月、趙毓松任東亞聯盟中国總会常務理事、清郷委員会委員。8月，他被调任司法行政部長，但由于与調査統計部長李士群发生冲突，他于1942年3月辞去该职务，并被调任銓叙部長。1943年8月，他擔出任国民政府委員。

### 晩年
1945年8月，汪精衛政權倒台，趙毓松搬到了山東濟南，並隐藏了自己的真实身份。当中国人民解放军逼近济南时，趙毓松逃到香港，然后在1950年底逃到日本。在日本，他结识了前满洲国經濟大臣韩云阶和前滿州国国務總理秘書官長松本益雄，并繼續从事反共活动。
1971年9月，趙毓松对美國總統尼克松即將访华的消息感到非常震惊，他试图通过自杀以示抗议。虽然他最終活了下来，但他的健康状况却因此而恶化，並於1971年11月18日在東京都去世。
1978年，松本益雄和古澤敏雄根据趙毓松的日记《三十年政治風濤親歴記》（松本翻译）出版了《趙毓松：赵玉婵的中国革命回忆录》（明徳出版社）。

## 注
1. ↑  松本益雄・古沢敏雄『迎春花－趙毓松の中国革命回顧録』246頁による。東亜問題調査会『最新支那要人伝』132頁は1889年（光緒15年）生まれ、徐友春主編『民国人物大辞典 増訂版』2295頁は1899年（光緒25年）生まれとする。
2. ↑  松本・古沢同上、122-133頁。
3. ↑  通説によれば、唐生智が袁祖銘を謀殺したのは、袁に湖南省の地盤を脅かされることに恐れを抱いたためとされる。
4. 1 2 3  徐前掲。
5. ↑  松本・古沢前掲、208-210頁。
6. ↑  松本・古沢前掲、238-242頁。
7. ↑  松本・古沢前掲、242-243、252頁。